# Hood River
Hood River é uma cidade localizada no estado norte-americano de Oregon, no Condado de Hood River.

## Demografia
Segundo o censo norte-americano de 2000, a sua população era de 5831 habitantes.
Em 2006, foi estimada uma população de 6673, um aumento de 842 (14.4%).

## Geografia
De acordo com o United States Census Bureau tem uma área de
7,5 km², dos quais 5,3 km² cobertos por terra e 2,2 km² cobertos por água. Hood River localiza-se a aproximadamente 220 m acima do nível do mar.

## Localidades na vizinhança
O diagrama seguinte representa as localidades num raio de 20 km ao redor de Hood River.